# Ѧ (слово ћирилице)
Ѧ ѧ (Ѧ ѧ; искошено: Ѧ ѧ) (глаг. Ⱔ) је означавао носни самогласник [ɛ̃]. Зове се мали Јус. У српском језику се мења у е
- пѧть — пет

Старословенски мали Јус се у савременом пољском језику означава словом ę или ą после меких сугласника (пољ. pięć, piąty, срп. пет, пети < праслов. *рętь). 
Назални изговор се чува, осим кад је ę на крају речи.

## Рачунарски кодови
| Знак                      | Ѧ                                  | Ѧ                                  | ѧ                                | ѧ                                |
| ------------------------- | ---------------------------------- | ---------------------------------- | -------------------------------- | -------------------------------- |
| Назив у Уникоду           | CYRILLIC CAPITAL LETTER LITTLE YUS | CYRILLIC CAPITAL LETTER LITTLE YUS | CYRILLIC SMALL LETTER LITTLE YUS | CYRILLIC SMALL LETTER LITTLE YUS |
| Врста кодирања            | децимална                          | хексадецимална                     | децимална                        | хексадецимална                   |
| Уникод                    | 1126                               | U+0466                             | 1127                             | U+0467                           |
| UTF-8                     | 209 166                            | D1 A6                              | 209 167                          | D1 A7                            |
| Нумеричка референца знака | &#1126;                            | &#x466;                            | &#1127;                          | &#x467;                          |

## Слична слова
- Ѩ ѩ : јотовано мало Јус

- Ѫ ѫ : велико Јус

- Ѭ ѭ : јотовано велико Јус